# Il sapore del successo
Il sapore del successo (Burnt) è un film del 2015 diretto da John Wells e scritto da Steven Knight ambientato nel mondo dell'alta cucina.

## Trama
Adam Jones è un noto chef, con due stelle Michelin, che ha visto fallire il suo ristorante di Parigi a causa della droga e dell'alcool. Dopo essere scomparso per tre anni, passati a New Orleans a sgusciare un milione di ostriche come penitenza, decide di rimettersi in gioco riaprendo un suo ristorante e aspirando alla terza stella Michelin. Decide quindi di subentrare come chef nel ristorante di Tony, un vecchio amico dei tempi di Parigi, che gestisce il ristorante The Langham a Londra. Tony, che è ancora innamorato di Adam, accetta, nonostante Adam lo abbia messo in difficoltà organizzando una visita a sorpresa di una influente critica gastronomica e costringendo così Tony a farlo cucinare per lei. Tra le condizioni per subentrare nel locale, Adam dovrà sottoporsi settimanalmente a delle analisi che dovranno confermare che non sta facendo uso di alcool e droghe. Intanto Adam cerca di costruire una delle migliori "brigate di cucina", comprendendo qualche giovane promessa della gastronomia, oltre all'italiano Max (appena uscito dal carcere per un'aggressione), il francese Michel (a cui Adam anni prima ha fatto chiudere il ristorante mettendoci dei topi e chiamando gli ispettori sanitari) e la bella e brava Helene, giovane Sous-chef strappata ad un altro prestigioso ristorante di Londra, che cresce da sola una figlia a cui tiene molto e a cui vuole continuare a dedicare tempo. In tutto questo si inserisce anche lo spirito di concorrenza fra Adam e Reece, anch'egli collega dei tempi di Parigi, che intanto ha ottenuto la terza stella Michelin. 
Il giorno dell'inaugurazione, funestata da una critica negativa uscita in anteprima su un giornale, Adam non sopporta la pressione della situazione e rovina la serata, scagliandosi contro i suoi collaboratori. Dall'esito della serata emergono diverse necessità, come rivedere il menù (che Adam ha realizzato con un approccio che viene considerato superato) che verrà quindi rimodernato secondo le indicazioni di Helene e affrontare i comportamenti causati dal suo carattere, che lo portano ad umiliare i suoi collaboratori e a frequenti attacchi di rabbia. Il nuovo menù riceve una buonissima recensione, causando l’isterica reazione di Reece, che distrugge il proprio locale. Intanto Adam convince Helene della necessità di continuare a sperimentare nuovi piatti e nuovi gusti e Reece invita Adam alla riapertura del suo locale. Adam vi si reca con Helene, ma incontra Anne Marie, la figlia di Jean Luc, il grande chef che è stato maestro e mentore di tutti i personaggi coinvolti nel film e con la quale Adam ha avuto una relazione a dir poco distruttiva. 
La mattina successiva, Adam ed Helene arrivano al ristorante e dopo essersi baciati trovano gli esattori di uno spacciatore di Parigi a cui Adam deve una grossa cifra, e che dopo diverse intimidazioni nei giorni precedenti, picchiano duramente Adam. Come se non bastasse, la sera arrivano gli ispettori della Michelin. Adam supervisiona il lavoro di tutti, ma Michel rovina deliberatamente una salsa, per vendicarsi di quello che era successo a Parigi. Adam rivela tutta la sua fragilità, ubriacandosi e tentando di uccidersi nella cucina di Reece, che lo salva e lo sprona ad andare avanti: Adam è il più bravo e tutti hanno bisogno di lui per essere motivati a fare sempre meglio. 
Adam torna al Langham e trova Anne Marie, che è venuta a portargli i coltelli del padre e ha saldato il suo debito con lo spacciatore di Parigi. Tony gli rivela che quelli venuti la sera prima non erano in realtà ispettori della Michelin e che quindi avranno ancora una chance per ottenere la terza stella. Helene lo esorta invece a fidarsi delle persone che ha riunito nella sua cucina, imparando a considerarli come una sua famiglia. Le cose vanno avanti finché una sera vengono davvero i temuti ispettori della Michelin. Adam decide che i piatti verranno preparati come viene fatto normalmente, coinvolgendo tutta la brigata. 
Il film si conclude con un Adam diverso, sereno per il riconoscimento dell’agognata terza stella e capace, per la prima volta, di mangiare insieme ai suoi collaboratori nel pranzo di famiglia.

## Produzione
Il film iniziale era intitolato Chef, ma nel luglio 2014 è stato reintitolato Adam Jones per non generare confusione con l'omonimo film di Jon Favreau. Nel luglio 2015 ha cambiato nuovamente titolo nel definitivo Burnt.
Le riprese sono iniziate il 23 luglio 2014 a New Orleans, in Louisiana, per due giorni. Il resto delle riprese si è svolto interamente a Londra.
Era prevista anche la partecipazione di Jamie Dornan, ma le sue scene sono state in seguito rimosse dal montaggio finale, nonostante si trattasse di un cameo di 2 minuti.
La produzione del film si è avvalsa della consulenza di Marcus Wareing, come consulente executive chef ed ideatore dei piatti e di Mario Batali e Gordon Ramsay, come consulenti executive chef.

## Distribuzione
Un'anteprima del trailer è stata mostrata il 10 agosto 2015 durante lo show televisivo Today. Il film è stato distribuito nelle sale cinematografiche statunitensi il 23 ottobre 2015 e in quelle italiane il 26 novembre 2015 (dopo un'anteprima nazionale al 33° Torino Film Festival).